# Bruno Bolchi
Bruno Bolchi (Milano, 21 febbraio 1940 – Sesto Fiorentino, 27 settembre 2022) è stato un calciatore e allenatore di calcio italiano, di ruolo centrocampista. In veste di allenatore ha conseguito 4 promozioni in Serie A.

## Caratteristiche tecniche
Di ruolo centrocampista, durante la sua militanza all'Inter si guadagnò il soprannome "Maciste" per via della sua prestanza fisica.

## Carriera

### Giocatore

#### Club

##### Inter

La figurina di Bolchi stampata dalla popolare raccolta Calciatori Panini.

Esordisce in Serie A nella stagione 1957-1958 con la maglia dell'Inter a 18 anni nel ruolo di centrocampista.
Gioca con l'Inter per sei stagioni, impreziosite da uno scudetto, diventandone capitano a 21 anni,. Nel 1961 fu inoltre il primo calciatore ad apparire sulle figurine della Panini.

##### Verona, Atalanta e Torino
Successivamente, nel novembre del 1963, passa al Verona, in Serie B, e, l'anno successivo, all'Atalanta, in Serie A; quindi si trasferisce al Torino, dove chiude la sua carriera nella massima serie dopo oltre 200 presenze e 12 reti.
Chiude la sua carriera da calciatore nella Pro Patria, in Serie C, nel campionato 1970-71.

#### Nazionale
Dopo 3 anni di attività agonistica, esordisce in nazionale in Italia-Inghilterra 2-3.
Colleziona quattro presenze nella nazionale maggiore (a cui si aggiungono 4 nella nazionale B e 3 nelle nazionali giovanili).

### Allenatore
Con la Pro Patria, nella stagione successiva, sempre in Serie C, inizia la sua carriera di tecnico, inizialmente con il doppio ruolo di allenatore-giocatore.
Nel 1983 viene ingaggiato dal Bari del presidente Vincenzo Matarrese, militante in Serie C1, dirigendo subito i biancorossi a storiche promozioni consecutive dalla Serie C1 alla Serie A. Nella Coppa Italia 1983-1984, con il Bari in C1, ha condotto i biancorossi in semifinale, dopo aver eliminato agli ottavi di finale la Juventus battendola storicamente in trasferta, e ai quarti di finale la Fiorentina; un record nazionale raggiunto solo 32 anni dopo dall'Alessandria nel 2015-2016 (seconda squadra italiana di Serie C arrivata in semifinale di Coppa Italia).
Come tecnico può vantare 4 promozioni in Serie A con Bari (1984-1985), Cesena (1986-1987), Lecce (1992-1993) e Reggina (1998-1999), più  2 in Serie B con Bari (1983-1984) e Pistoiese (1976-1977).

### Morte
Dopo lunga malattia, muore nella casa di cura Villa Donatello, a Sesto Fiorentino, all'età di 82 anni, il 28 settembre 2022.

## Statistiche

### Presenze e reti nei club
| Stagione          | Squadra           | Campionato        | Campionato | Campionato |
| Stagione          | Squadra           | Comp              | Pres       | Reti       |
| ----------------- | ----------------- | ----------------- | ---------- | ---------- |
| 1957-1958         | Inter             | A                 | 1          | 0          |
| 1958-1959         | Inter             | A                 | 24         | 0          |
| 1959-1960         | Inter             | A                 | 13         | 2          |
| 1960-1961         | Inter             | A                 | 29         | 6          |
| 1961-1962         | Inter             | A                 | 28         | 2          |
| 1962-1963         | Inter             | A                 | 12         | 0          |
| lug.-ott. 1963    | Inter             | A                 | 2          | 0          |
| Totale Inter      | Totale Inter      | Totale Inter      | 109        | 10         |
| nov. 1963-1964    | Verona            | B                 | 19         | 0          |
| 1964-1965         | Atalanta          | A                 | 25         | 2          |
| 1965-1966         | Torino            | A                 | 23         | 0          |
| 1966-1967         | Torino            | A                 | 18         | 0          |
| 1967-1968         | Torino            | A                 | 22         | 0          |
| 1968-1969         | Torino            | A                 | 14         | 0          |
| 1969-1970         | Torino            | A                 | 12         | 0          |
| Totale Torino     | Totale Torino     | Totale Torino     | 89         | 0          |
| 1970-1971         | Pro Patria        | C                 | 18         | 0          |
| 1971-1972         | Pro Patria        | C                 | 7          | 0          |
| Totale Pro Patria | Totale Pro Patria | Totale Pro Patria | 25         | 0          |
| Totale carriera   | Totale carriera   | Totale carriera   | 267        | 12         |

### Cronologia presenze e reti in nazionale
| Cronologia completa delle presenze e delle reti in nazionale ― Italia | Cronologia completa delle presenze e delle reti in nazionale ― Italia | Cronologia completa delle presenze e delle reti in nazionale ― Italia | Cronologia completa delle presenze e delle reti in nazionale ― Italia | Cronologia completa delle presenze e delle reti in nazionale ― Italia | Cronologia completa delle presenze e delle reti in nazionale ― Italia | Cronologia completa delle presenze e delle reti in nazionale ― Italia | Cronologia completa delle presenze e delle reti in nazionale ― Italia |
| Data                                                                  | Città                                                                 | In casa                                                               | Risultato                                                             | Ospiti                                                                | Competizione                                                          | Reti                                                                  | Note                                                                  |
| --------------------------------------------------------------------- | --------------------------------------------------------------------- | --------------------------------------------------------------------- | --------------------------------------------------------------------- | --------------------------------------------------------------------- | --------------------------------------------------------------------- | --------------------------------------------------------------------- | --------------------------------------------------------------------- |
| 24-5-1961                                                             | Roma                                                                  | Italia                                                                | 2 – 3                                                                 | Inghilterra                                                           | Amichevole                                                            | -                                                                     |                                                                       |
| 15-6-1961                                                             | Firenze                                                               | Italia                                                                | 4 – 1                                                                 | Argentina                                                             | Amichevole                                                            | -                                                                     |                                                                       |
| 15-10-1961                                                            | Ramat Gan                                                             | Israele                                                               | 2 – 4                                                                 | Italia                                                                | Qual. Mondiali 1962                                                   | -                                                                     |                                                                       |
| 4-11-1961                                                             | Torino                                                                | Italia                                                                | 6 – 0                                                                 | Israele                                                               | Qual. Mondiali 1962                                                   | -                                                                     |                                                                       |
| Totale                                                                |                                                                       | Presenze                                                              | 4                                                                     |                                                                       | Reti                                                                  | 0                                                                     |                                                                       |

### Statistiche da allenatore
In grassetto le competizioni vinte.
| Stagione            | Squadra             | Campionato       | Campionato | Campionato | Campionato | Campionato | Coppe nazionali | Coppe nazionali | Coppe nazionali | Coppe nazionali | Coppe nazionali | Coppe continentali | Coppe continentali | Coppe continentali | Coppe continentali | Coppe continentali | Altre coppe | Altre coppe | Altre coppe | Altre coppe | Altre coppe | Totale | Totale | Totale | Totale | Vittorie % |
| Stagione            | Squadra             | Comp             | G          | V          | N          | P          | Comp            | G               | V               | N               | P               | Comp               | G                  | V                  | N                  | P                  | Comp        | G           | V           | N           | P           | G      | V      | N      | P      | %          |
| ------------------- | ------------------- | ---------------- | ---------- | ---------- | ---------- | ---------- | --------------- | --------------- | --------------- | --------------- | --------------- | ------------------ | ------------------ | ------------------ | ------------------ | ------------------ | ----------- | ----------- | ----------- | ----------- | ----------- | ------ | ------ | ------ | ------ | ---------- |
| 1972-1973           | Pistoiese           | D                | ?          | ?          | ?          | ?          | CI-S            | ?               | ?               | ?               | ?               | -                  | -                  | -                  | -                  | -                  | -           | -           | -           | -           | -           | ?      | ?      | ?      | ?      | —          |
| 1973-1974           | Unione Valdinievole | D                | 34         | 15         | 8          | 11         | -               | -               | -               | -               | -               | -                  | -                  | -                  | -                  | -                  | -           | -           | -           | -           | -           | 34     | 15     | 8      | 11     | 44,12      |
| 1974-1975           | Sorrento            | C                | 38         | 12         | 14         | 12         | CI-S            | 13              | 4               | 8               | 1               | -                  | -                  | -                  | -                  | -                  | -           | -           | -           | -           | -           | 51     | 16     | 22     | 13     | 31,37      |
| 1975-1976           | Messina             | C                | 38         | 14         | 14         | 10         | CI-S            | ?               | ?               | ?               | ?               | -                  | -                  | -                  | -                  | -                  | -           | -           | -           | -           | -           | 38+    | 14+    | 14+    | 10+    | 36,84      |
| 1976-1977           | Pistoiese           | C                | 38         | 21         | 12         | 5          | CI-S            | ?               | ?               | ?               | ?               | -                  | -                  | -                  | -                  | -                  | -           | -           | -           | -           | -           | 38+    | 21+    | 12+    | 5+     | 55,26      |
| ago.-nov. 1977      | Pistoiese           | B                | 11         | 1          | 3          | 7          | CI              | 4               | 0               | 0               | 4               | -                  | -                  | -                  | -                  | -                  | -           | -           | -           | -           | -           | 15     | 1      | 3      | 11     | &6,67      |
| Totale Pistoiese    | Totale Pistoiese    | Totale Pistoiese | 49+        | 22+        | 15+        | 12+        |                 | 4+              | 0+              | 0+              | 4+              |                    | -                  | -                  | -                  | -                  |             | -           | -           | -           | -           | 53+    | 22+    | 15+    | 16+    | 41,51      |
| 1978-1979           | Novara              | C1               | 34         | 12         | 16         | 6          | CI-S            | 6               | 4               | 1               | 1               | -                  | -                  | -                  | -                  | -                  | -           | -           | -           | -           | -           | 40     | 16     | 17     | 7      | 40,00      |
| 1980-gen. 1981      | Atalanta            | B                | 18         | 5          | 5          | 8          | CI              | 4               | 2               | 2               | 0               | -                  | -                  | -                  | -                  | -                  | -           | -           | -           | -           | -           | 22     | 7      | 7      | 8      | 31,82      |
| 1982-1983           | Cesena              | A                | 30         | 4          | 14         | 12         | CI              | 7               | 5               | 1               | 1               | -                  | -                  | -                  | -                  | -                  | -           | -           | -           | -           | -           | 37     | 9      | 15     | 13     | 24,32      |
| 1983-1984           | Bari                | C1               | 34         | 16         | 13         | 5          | CI+CI-C         | 11+4            | 4+1             | 5+1             | 2+2             | -                  | -                  | -                  | -                  | -                  | -           | -           | -           | -           | -           | 49     | 21     | 19     | 9      | 42,86      |
| 1984-1985           | Bari                | B                | 38         | 18         | 13         | 7          | CI              | 7               | 3               | 1               | 3               | -                  | -                  | -                  | -                  | -                  | -           | -           | -           | -           | -           | 45     | 21     | 14     | 10     | 46,67      |
| 1985-1986           | Bari                | A                | 30         | 5          | 12         | 13         | CI              | 5               | 1               | 2               | 2               | -                  | -                  | -                  | -                  | -                  | TE          | 6           | 2           | 2           | 2           | 41     | 8      | 16     | 17     | 19,51      |
| Totale Bari         | Totale Bari         | Totale Bari      | 102        | 39         | 38         | 25         |                 | 27              | 9               | 9               | 9               |                    | -                  | -                  | -                  | -                  |             | 6           | 2           | 2           | 2           | 135    | 50     | 49     | 36     | 37,04      |
| 1986-1987           | Cesena              | B                | 38+3       | 15+2       | 13+1       | 10         | CI              | 5               | 2               | 2               | 1               | -                  | -                  | -                  | -                  | -                  | -           | -           | -           | -           | -           | 46     | 19     | 16     | 11     | 41,30      |
| 1987-feb. 1988      | Arezzo              | B                | 21         | 4          | 9          | 8          | CI              | 5               | 0               | 2               | 3               | -                  | -                  | -                  | -                  | -                  | -           | -           | -           | -           | -           | 26     | 4      | 11     | 11     | 15,38      |
| 1988-mar. 1989      | Pisa                | A                | 21         | 3          | 8          | 10         | CI              | 12              | 4               | 5               | 3               | -                  | -                  | -                  | -                  | -                  | -           | -           | -           | -           | -           | 33     | 7      | 13     | 13     | 21,21      |
| 1989-1990           | Reggina             | B                | 38         | 13         | 16         | 9          | CI              | 2               | 1               | 0               | 1               | -                  | -                  | -                  | -                  | -                  | -           | -           | -           | -           | -           | 40     | 14     | 16     | 10     | 35,00      |
| set. 1990-1991      | Brescia             | B                | 35         | 9          | 19         | 7          | CI              | 0               | 0               | 0               | 0               | -                  | -                  | -                  | -                  | -                  | -           | -           | -           | -           | -           | 35     | 9      | 19     | 7      | 25,71      |
| 1991-mar. 1992      | Avellino            | B                | 28         | 6          | 12         | 10         | CI              | 2               | 0               | 1               | 1               | -                  | -                  | -                  | -                  | -                  | -           | -           | -           | -           | -           | 30     | 6      | 13     | 11     | 20,00      |
| 1992-1993           | Lecce               | B                | 38         | 15         | 18         | 5          | CI              | 3               | 0               | 2               | 1               | -                  | -                  | -                  | -                  | -                  | -           | -           | -           | -           | -           | 41     | 15     | 20     | 6      | 36,59      |
| 1993-1994           | Cesena              | B                | 38+1       | 17         | 9          | 12+1       | CI              | 5               | 3               | 1               | 1               | -                  | -                  | -                  | -                  | -                  | -           | -           | -           | -           | -           | 44     | 20     | 10     | 14     | 45,45      |
| 1994-1995           | Cesena              | B                | 38         | 12         | 15         | 11         | CI              | 3               | 1               | 0               | 2               | -                  | -                  | -                  | -                  | -                  | CAI         | 4           | 0           | 1           | 3           | 45     | 13     | 16     | 16     | 28,89      |
| Totale Cesena       | Totale Cesena       | Totale Cesena    | 114+4      | 44+2       | 37+1       | 33+1       |                 | 13              | 6               | 3               | 4               |                    | -                  | -                  | -                  | -                  |             | 4           | 0           | 1           | 3           | 135    | 52     | 42     | 41     | 38,52      |
| 1995-1996           | Lucchese            | B                | 38         | 13         | 15         | 10         | CI              | 2               | 1               | 0               | 1               | -                  | -                  | -                  | -                  | -                  | -           | -           | -           | -           | -           | 40     | 14     | 15     | 11     | 35,00      |
| 1996-feb. 1997      | Lucchese            | B                | 21         | 5          | 9          | 7          | CI              | 2               | 1               | 0               | 1               | -                  | -                  | -                  | -                  | -                  | -           | -           | -           | -           | -           | 23     | 6      | 9      | 8      | 26,09      |
| Totale Lucchese     | Totale Lucchese     | Totale Lucchese  | 59         | 18         | 24         | 17         |                 | 4               | 2               | 0               | 2               |                    | -                  | -                  | -                  | -                  |             | -           | -           | -           | -           | 63     | 20     | 24     | 19     | 31,75      |
| ott. 1997-mar. 1998 | Monza               | B                | 19         | 3          | 12         | 4          | CI              | 0               | 0               | 0               | 0               | -                  | -                  | -                  | -                  | -                  | -           | -           | -           | -           | -           | 19     | 3      | 12     | 4      | 15,79      |
| mag.-giu. 1999      | Reggina             | B                | 6          | 3          | 3          | 0          | CI              | 0               | 0               | 0               | 0               | -                  | -                  | -                  | -                  | -                  | -           | -           | -           | -           | -           | 6      | 3      | 3      | 0      | 50,00      |
| Totale Reggina      | Totale Reggina      | Totale Reggina   | 44         | 16         | 19         | 9          |                 | 2               | 1               | 0               | 1               |                    | -                  | -                  | -                  | -                  |             | -           | -           | -           | -           | 46     | 17     | 19     | 10     | 36,96      |
| feb.-giu. 2000      | Genoa               | B                | 16         | 10         | 3          | 3          | CI              | 0               | 0               | 0               | 0               | -                  | -                  | -                  | -                  | -                  | -           | -           | -           | -           | -           | 16     | 10     | 3      | 3      | 62,50      |
| 2000-2001           | Genoa               | B                | 7          | 0          | 3          | 4          | CI              | 3               | 0               | 1               | 2               | -                  | -                  | -                  | -                  | -                  | -           | -           | -           | -           | -           | 10     | 0      | 4      | 6      | &0,00      |
| Totale Genoa        | Totale Genoa        | Totale Genoa     | 23         | 10         | 6          | 7          |                 | 3               | 0               | 1               | 2               |                    | -                  | -                  | -                  | -                  |             | -           | -           | -           | -           | 26     | 10     | 7      | 9      | 38,46      |
| gen.-giu. 2002      | Ternana             | B                | 20         | 7          | 10         | 3          | CI              | 0               | 0               | 0               | 0               | -                  | -                  | -                  | -                  | -                  | -           | -           | -           | -           | -           | 20     | 7      | 10     | 3      | 35,00      |
| mag.-giu. 2003      | Messina             | B                | 6          | 1          | 4          | 1          | CI              | 0               | 0               | 0               | 0               | -                  | -                  | -                  | -                  | -                  | -           | -           | -           | -           | -           | 6      | 1      | 4      | 1      | 16,67      |
| apr.-giu. 2004      | Ternana             | B                | 10         | 4          | 3          | 3          | CI              | 0               | 0               | 0               | 0               | -                  | -                  | -                  | -                  | -                  | -           | -           | -           | -           | -           | 10     | 4      | 3      | 3      | 40,00      |
| Totale Ternana      | Totale Ternana      | Totale Ternana   | 30         | 11         | 13         | 6          |                 | 0               | 0               | 0               | 0               |                    | -                  | -                  | -                  | -                  |             | -           | -           | -           | -           | 30     | 11     | 13     | 6      | 36,67      |
| feb.-giu. 2005      | Catanzaro           | B                | 17         | 0          | 5          | 12         | CI              | 0               | 0               | 0               | 0               | -                  | -                  | -                  | -                  | -                  | -           | -           | -           | -           | -           | 17     | 0      | 5      | 12     | &0,00      |
| apr.-mag. 2007      | Messina             | A                | 5          | 0          | 2          | 3          | CI              | 0               | 0               | 0               | 0               | -                  | -                  | -                  | -                  | -                  | -           | -           | -           | -           | -           | 5      | 0      | 2      | 3      | &0,00      |
| Totale Messina      | Totale Messina      | Totale Messina   | 49         | 15         | 20         | 14         |                 | ?+              | ?+              | ?+              | ?+              |                    | -                  | -                  | -                  | -                  |             | -           | -           | -           | -           | 49+    | 15+    | 20+    | 14+    | 30,61      |
| Totale carriera     | Totale carriera     | Totale carriera  | 807+       | 265+       | 313+       | 229+       |                 | 105+            | 37+             | 35+             | 33+             |                    | -                  | -                  | -                  | -                  |             | 10          | 2           | 3           | 5           | 922+   | 304+   | 351+   | 267+   | 32,97      |

## Palmarès

### Giocatore

#### Club

##### Competizioni nazionali
- Campionato italiano: 1

Inter: 1962-1963
- Coppa Italia: 1

Torino: 1967-1968

### Allenatore

#### Competizioni nazionali
- Serie C: 2

Pistoiese: 1976-1977
Bari: 1983-1984